# Dendrodasys duplus
Dendrodasys duplus is een buikharige uit de familie van de Dactylopodolidae. De wetenschappelijke naam van de soort werd voor het eerst geldig gepubliceerd in 2012 door Lee.